# Kościół św. Piotra i Pawła Apostołów w Folsztynie
Kościół pw. św. Piotra i Pawła Apostołów w Folsztynie – katolicki kościół filialny znajdujący się w Folsztynie (gmina Wieleń). Należy do parafii św. Rocha w Wieleniu.
Neogotycki kościół z czerwonej cegły z wysoką wieżą, widoczną z drugiej strony rozległej doliny Noteci, zbudowano w 1876 dla miejscowej społeczności protestanckiej. Jako katolicki został konsekrowany 22 kwietnia 1946. Wewnątrz drewniane balkony, ambona i kamienna chrzcielnica - wszystko w stylu neogotyckim.
Przy kościele stoi figura maryjna na masywnym postumencie oraz krzyż misyjny postawiony w 1980.

## Galeria

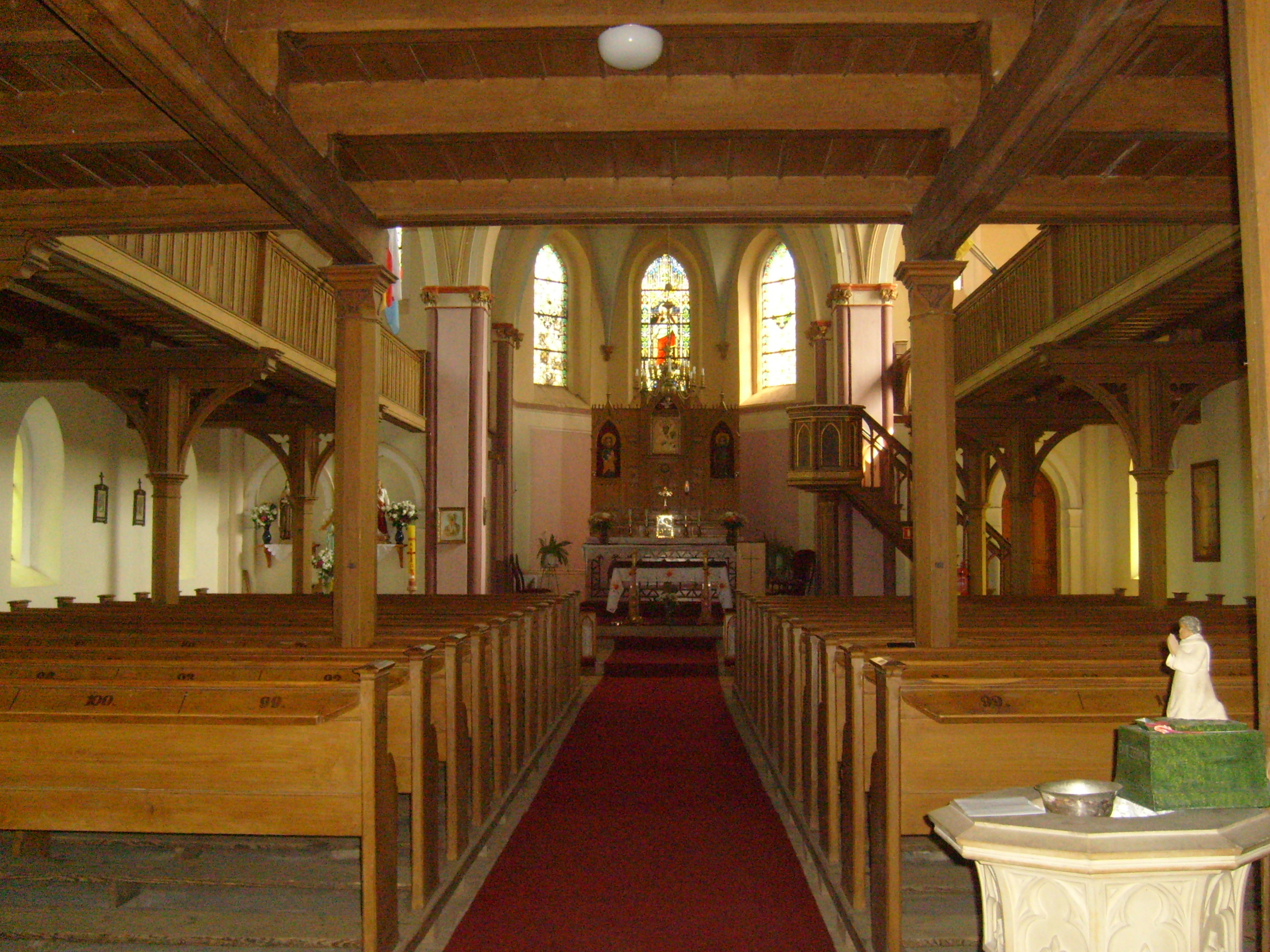
Wnętrze
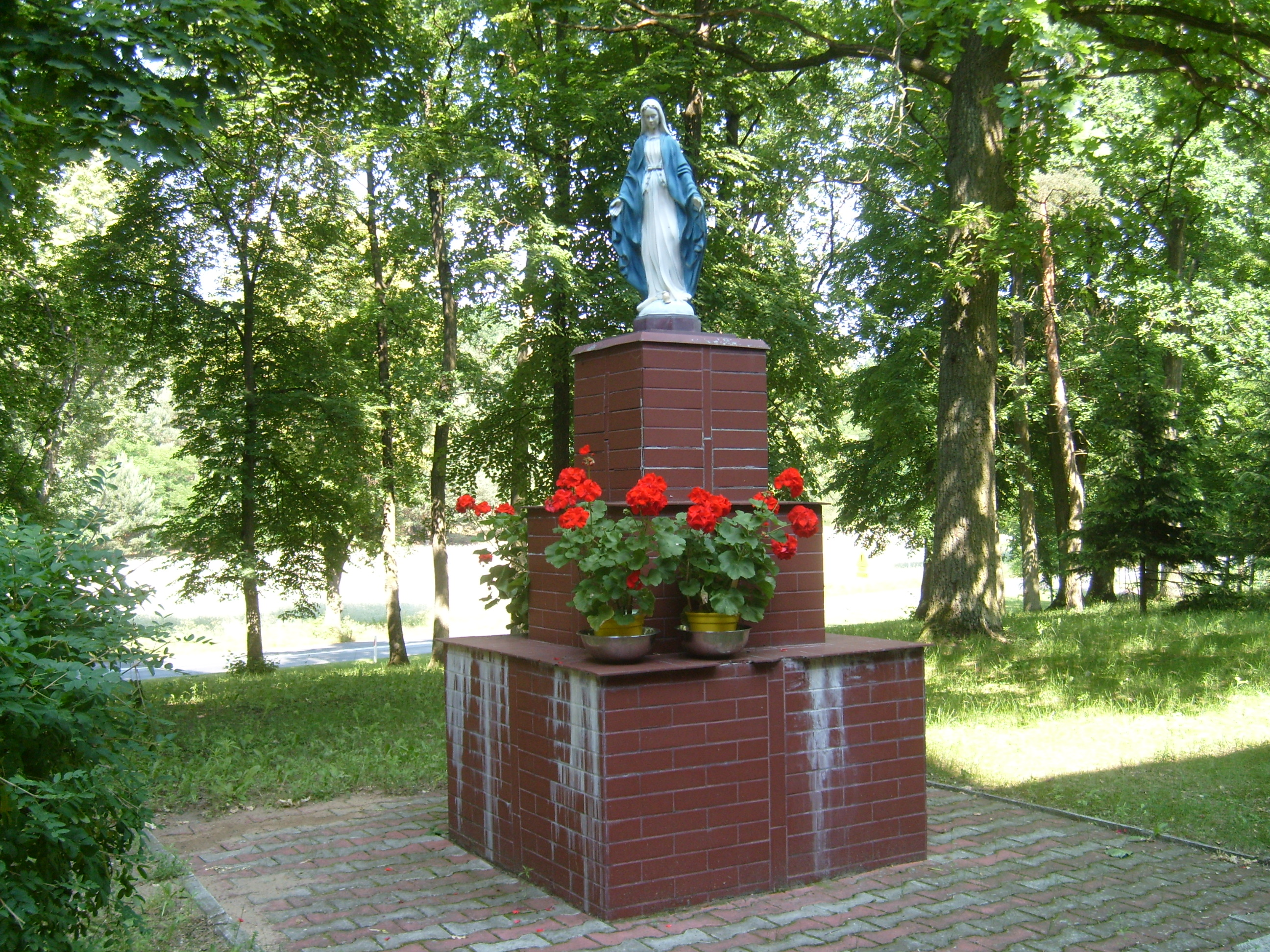
Figura maryjna
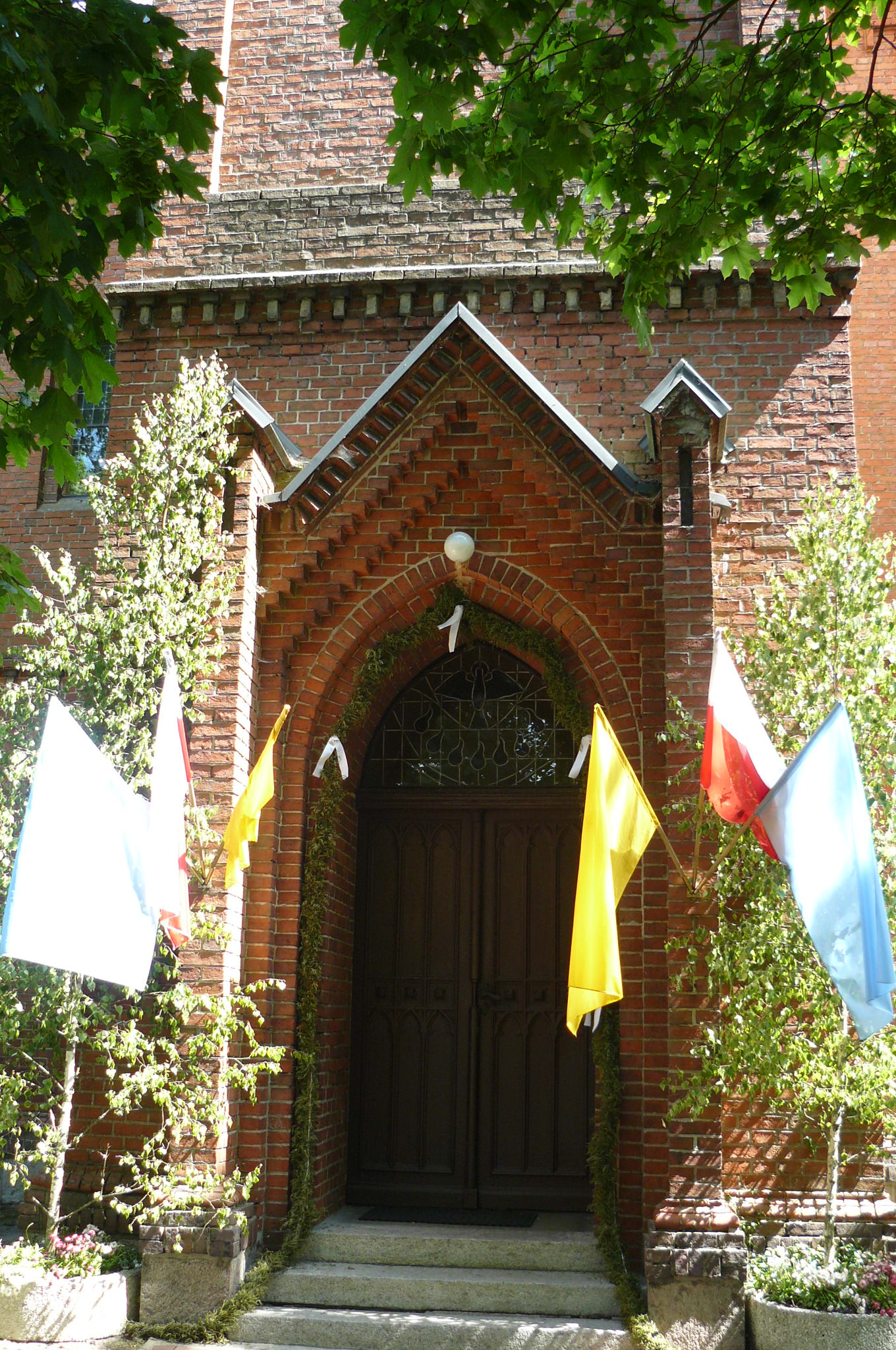
Portal wejściowy